# Dezastrele ecologice de pe Tisa
Dezastrele ecologice de pe Tisa este un subiect care se referă la două dezastre ecologice care au avut loc la începutul anului 2000 în România, ducând la afectarea râului amintit. 

## Scurgerea de cianură de la Baia Mare (2000)
În seara zilei de 30 ianuarie, în Baia Mare, iazul de decantare aparținând uzinei de procesare a minereurilor aurifere Aurul, deținută în proporție de 51 la sută de către o companiei australiană, iar 49 la sută de către statul român, s-a rupt și peste 100.000 m³ de apă reziduală cu cianură și metale grele au ajuns în râurile Lăpuș și Someș, iar de acolo în Tisa. Cauza accidentului a fost o combinație între numeroasele greșeli de construcție a iazului, management deficitar în caz de risc și condiții meteorologice extreme.

## Accidentul de la Baia Borșa
Al doilea accident a avut loc câteva săptămâni mai târziu, în martie, la Baia Borșa, când ruperea iazului Novăț a făcut ca 20.000 tone de nămol și metale grele să ajungă în apele râului. Cauza accidentului a fost lipsa echipamentului de siguranță al iazului, din lipsa resurselor financiare.